# Рассказ неизвестного человека
«Рассказ неизвестного человека» — повесть А. П. Чехова. Одно из немногих произведений Чехова, действие которых происходит в петербургской номенклатурно-придворной среде. Начата в 1888 году, оставлена по цензурным соображениям, дописана в 1892 году, опубликована в журнале «Русская мысль» в № 2 и 3 (за февраль и март) 1893 года. После переработки включена в шестой том первого собрания сочинений Чехова. 

## Сюжет
Повесть начинается как ироническая версия «Анны Карениной»: в холостяцкий дом циничного, разуверившегося во всём петербургского чиновника Орлова без предупреждения въезжает его любовница Зинаида Фёдоровна Красновская, решившая порвать отношения с мужем. К ужасу холостяка, дама начинает наводить в квартире свои порядки, наполняя её запахами кухни и готовясь завести детей.
Рассказ ведётся от имени лакея Степана — на самом деле образованного дворянина, офицера флота в отставке, чья фамилия остаётся неизвестной. По поручению революционной организации он внедрился под видом лакея в дом Орлова, чтобы собирать сведения о его отце — крупном сановнике. Оказавшись наедине с этим хилым стариком, на которого ведут охоту его единомышленники, рассказчик понимает, что не в состоянии совершить убийство.
Наскучив жизнью с Зинаидой Фёдоровной и не решаясь порвать с ней, Орлов всё чаще скрывается у своих друзей, заверяя её, что всё это время проводит в длительных командировках. Возмущённый обманом, рассказчик пишет Орлову обличительное письмо, открывает Зинаиде Фёдоровне (которая ждёт от Орлова ребёнка) глаза на происходящее и увозит её в Венецию, а потом на Лазурный берег.
Зинаида Фёдоровна, прежде идеализировавшая Орлова, теперь видит исключительного, необыкновенного человека, посвятившего свою жизнь служению идее, уже не в нём, а в рассказчике. Лишь постепенно она понимает, что рассказчик, как и Орлов, — инертный человек, разочарованный как в своей миссии, так и вообще в жизни. На сходство с Орловым указывает и сам рассказчик в своём письме к нему.
После родов Зинаида Фёдоровна умирает — предположительно приняв яд и не видя для себя никаких перспектив в обществе слабых, никчёмных мужчин. Рассказчик, который смертельно болен чахоткой, берёт на себя заботу о её дочери. Осознавая близость смерти, он встречается с Орловым и просит его позаботиться о девочке. Вальяжный барин и его бывший лакей обсуждают своё роковое сходство и смысл жизни.

## История создания
Идея повести о революционере, который внедряется в дом петербургского чиновника, посетила Чехова в конце 1880-х годов. Основная часть произведения под рабочим названием «В восьмидесятые годы» была написана в 1888 году. Автор заранее предполагал, что произведение не пропустит цензура. Писатель вернулся к идее в 1891 году, назвав будущее сочинение «Рассказ моего пациента». В мае 1893 года в своем письме он сообщил писательнице Любови Гуревич, что пишет «произведение без намерения его издать». 
Замысел произведения, героем которого стал террорист, в 1880-е годы был злободневен. В то время ещё продолжалась деятельность революционной народнической организации «Народная воля», несмотря на разгром руководства организации в 1881 году, после цареубийства. В апреле 1887 года проходил процесс над А. И. Ульяновым и его товарищами, казнёнными в мае того же года. В июне 1887 года состоялся процесс над народовольцами Г. А. Лопатиным и поэтом П. Ф. Якубовичем. Советская критика гипертрофировала эту сторону повести, хотя о тайной организации в ней упоминается всего несколько раз (и то впроброс).
При жизни Чехова «Рассказ неизвестного человека» был переведён на сербохорватский язык. Для собрания сочинений Чехов подверг повесть серьёзной переработке.

## Возможные прототипы
Одним из основных прототипов главного героя считают бывшего народовольца Ивана Ювачёва, отца Даниила Хармса. Как и главный герой, бывший лейтенант, Ювачев служил во флоте. Чехов познакомился с ним на Сахалине и упоминает его в книге "Остров Сахалин".
На замысел повести могла повлиять судьба народника, уроженца Таганрога  И. Я. Павловского, который с 14 лет и до окончания гимназии с 1869 по 1871 жил в семье Чеховых.

## Критика
А. В. Амфитеатров и Л. Н. Толстой отозвались о повести отрицательно. Революционно настроенные критики (начиная с А. В. Луначарского) жалели, что Чехов не показал активно действующих героев. С. А. Венгеров сетовал, что Чехов «сводит к какому-то пустому месту революционное движение, но ещё злее выставлена среда противоположная». Высокие оценки произведению дали Николай Лесков и Луи де Берньер.
Повесть выделяется среди чеховских произведений сатирической обрисовкой столичных чиновников. В петербургских главах обыгрываются отдельные мотивы произведений Достоевского (который прямо упомянут в тексте). В итальянских главах есть сходство с повестями Тургенева, что признаёт и сам рассказчик. По традиции, идущей от Тургенева, в «Рассказе неизвестного человека» присутствует эпилог, где рассказывается о судьбе основных персонажей после смерти главной героини. 
Помимо шаблонности ситуации quid pro quo, литературоведы (в частности, П. Бицилли) обращали внимание на многочисленные мелодраматические ситуации и устарелые приёмы, характерные для авантюрной прозы викторианской эпохи. В то же время Чехов, новаторски используя поэтику умолчания, выявляет ненадёжность рассказчика, который до последних страниц умалчивает о своём экзистенциальном кризисе и о своей любви к Зинаиде Фёдоровне.

## Адаптации
- «Рассказ неизвестного человека» (1979) — телефильм производства ФРГ, режиссёр Петер Фогель.
- «Рассказ неизвестного человека» (1980) — советский кинофильм производства студии «Мосфильм», режиссёр Витаутас Жалакявичюс[10]. Премьерный показ состоялся в апреле 1981 года.

В конце 1960-х — начале 1970-х режиссёр Г. С. Соколов поставил на сцене Театра имени Гоголя спектакль по повести, взяв на главную роль Александра Пашутина. Спектакль имел успех и впоследствии вошёл в репертуар Театра имени Владимира Маяковского.
В 2018 году Анатолий Васильев поставил «Неизвестного» в Национальном театре Страсбурга; спектакль также шёл на сцене парижского театра MC93 Bobigny.